# Уэст-Кроссетт (Арканзас)
Уэст-Кроссетт (англ. West Crossett, Arkansas) — статистически обособленная местность, расположенная в округе Ашли (штат Арканзас, США) с населением в 1664 человека по статистическим данным переписи 2000 года.

## География
По данным Бюро переписи населения США статистически обособленная местность Уэст-Кроссетт имеет общую площадь в 43,51 квадратных километров, из которых 41,96 кв. километров занимает земля и 1,55 кв. километров — вода. Площадь водных ресурсов округа составляет 3,56 % от всей его площади.
Статистически обособленная местность Уэст-Кроссетт расположена на высоте 46 метров над уровнем моря.

## Демография
По данным переписи населения 2000 года в Уэст-Кроссетте проживало 1664 человека, 485 семей, насчитывалось 661 домашнее хозяйство и 774 жилых дома. Средняя плотность населения составляла около 38,3 человека на один квадратный километр. Расовый состав Уэст-Кроссетта по данным переписи распределился следующим образом: 60,88 % белых, 36,72 % — чёрных или афроамериканцев, 0,06 % — коренных американцев, 0,06 % — азиатов, 0,54 % — представителей смешанных рас, 1,74 % — других народностей. Испаноговорящие составили 3,06 % от всех жителей статистически обособленной местности.
Из 661 домашнего хозяйства в 33,1 % — воспитывали детей в возрасте до 18 лет, 57,0 % представляли собой совместно проживающие супружеские пары, в 12,0 % семей женщины проживали без мужей, 26,5 % не имели семей. 22,8 % от общего числа семей на момент переписи жили самостоятельно, при этом 8,2 % составили одинокие пожилые люди в возрасте 65 лет и старше. Средний размер домашнего хозяйства составил 2,52 человек, а средний размер семьи — 2,95 человек.
Население статистически обособленной местности по возрастному диапазону по данным переписи 2000 года распределилось следующим образом: 25,7 % — жители младше 18 лет, 8,0 % — между 18 и 24 годами, 27,3 % — от 25 до 44 лет, 26,6 % — от 45 до 64 лет и 12,4 % — в возрасте 65 лет и старше. Средний возраст жителей составил 38 лет. На каждые 100 женщин в Уэст-Кроссетте приходилось 96,9 мужчин, при этом на каждые сто женщин 18 лет и старше приходилось 98,1 мужчин также старше 18 лет.
Средний доход на одно домашнее хозяйство в статистически обособленной местности составил 35 089 долларов США, а средний доход на одну семью — 37 763 доллара. При этом мужчины имели средний доход в 34 500 долларов США в год против 21 406 долларов среднегодового дохода у женщин. Доход на душу населения в статистически обособленной местности составил 15 759 долларов в год. 9,5 % от всего числа семей в округе и 11,7 % от всей численности населения находилось на момент переписи населения за чертой бедности, при этом 9,3 % из них были моложе 18 лет и 12,0 % — в возрасте 65 лет и старше.